# Jeanne Gapiya-Niyonzima
Jeanne Gapiya-Niyonzima, née le 12 juillet 1963 à Bujumbura, est une militante burundaise des droits humains et des droits des personnes infectées et affectées par le VIH/sida. Elle préside l’Association nationale de soutien aux séropositifs et malades du sida (ANSS) qui opère au Burundi et dont elle est la fondatrice.

## Biographie

### Épreuves personnelles
Comptable de formation, Jeanne Gapiya-Niyonzima commence sa carrière au Burundi comme employée dans une pharmacie privée de la capitale. Elle se marie en 1987. En 1988, alors qu'elle est enceinte d'un second enfant, un médecin lui annonce que son premier-né, sujet à de fréquentes maladies, est séropositif et qu'elle l'est probablement aussi. Sur insistance du médecin, elle fait interrompre sa grossesse. L'enfant dépisté meurt à 18 mois. En 1989, son époux décède de la même pandémie.
En 1993, cinq années après le décès de son enfant, Jeanne Gapiya-Niyonzima se soumet à son premier test de dépistage du VIH. Les résultats confirment sa séropositivité. Après avoir perdu son mari, une sœur et son unique frère, tous décédés du sida, elle devient en 1994 la première Burundaise à annoncer sa séropositivité publiquement, au cours d'un office religieux et à la suite d'un sermon qui avait stigmatisé les personnes atteintes du sida. La discrimination subie par ces dernières et le cumul de ses infortunes personnelles la déterminent à s'engager dans la protection et la promotion de leurs droits.

### Carrière
En 1993, Jeanne Gapiya-Niyonzima fonde au Burundi l’Association Nationale de Soutien aux Séropositifs et Malades du Sida (ANSS). Elle devient « la première organisation de la société civile dans le pays à fournir des services anti-VIH pour les personnes vivant avec le VIH, y compris la distribution du traitement antirétroviral. ». L’ANSS se fixe comme mission « la promotion de la prévention de la transmission du VIH/SIDA et améliorer le bien être des personnes infectées et/ou affectées par le VIH/SIDA ». L'association assure aussi « une prise en charge globale et familiale des personnes infectées et/ou affectées par le VIH, les personnes en situation de handicap et des hommes ayant des rapports sexuels avec les hommes ». 
En 1996, alors que le pays est placé sous embargo économique, Jeanne Gapiya-Niyonzima livre ses premiers combats pour permettre aux malades du Burundi d'accéder aux médicaments prescrits contre le sida, alors vendus à des tarifs prohibitifs. Elle réussit à faire venir les premiers antirétroviraux. En 1999, elle crée au sein de l’ANSS le centre Turiho, une structure de prise en charge globale des personnes infectées et affectées. Pour la cause de l'accessibilité des médicaments, elle joint sa voix à un collectif réunissant plusieurs organisations dont Act Up Paris, Sidaction et Solidarité Sida  dans une campagne pour la levée d’une taxe universelle de 0,05 % sur les transactions financières qui rapporterait, selon les estimations des promoteurs, 200 à 300 milliards de dollars américains par an. Depuis 2013, avec l'appui d'un programme financé par l'UNITAID, l'ANSS, sous sa houlette, exploite un laboratoire qui effectue des tests de charge virale VIH. À l'aide de prises de sang, ces tests évaluent la quantité de virus par millilitre de sang et permettent d'adapter en conséquence le traitement médical des patients. Entre août 2014 et novembre 2016, le laboratoire a effectué 14 800 tests de charge virale VIH pour des patients sous antirétroviraux. Entre 2013 et 2016, l'ANSS a couvert 85 % des charges virales réalisées au Burundi. En 2017, l'association a offert ses services à 6 658 personnes dont 5 770 séropositifs, parmi lesquels 5 746 sous traitement antirétroviral.
Le 21 mai 2016, Jeanne Gapiya-Niyonzima a été réélue pour trois ans à la présidence de l'ANSS par son assemblée générale. À cette date, l'association comptait 6 410 membres dont 5 114 sous antirétroviraux. Des bureaux de l'ANSS sont ouverts au Burundi dans les provinces de Bujumbura, Gitega, Makamba et Kirundo.
Jeanne Gapiya-Niyonzima est membre des conseils d’administration de Coalition Plus et Sidaction, des organisations communautaires actives dans la lutte contre le VIH/sida et les discriminations.

## Vie privée
Depuis 1999, Jeanne Gapiya-Niyonzima s'est remariée à Salvator Niyonzima. Elle est mère de deux enfants. 

## Honneurs
- 2003: Prix du Programme Alimentaire Mondial pour avoir « mobilisé et influencé les jeunes dans les écoles secondaires, les ligues des femmes, les médias et les autorités pour lutter contre le VIH/SIDA »[19]
- 2006: Prix Sidaction international
- 2012 : Élue Femme burundaise de courage de l'année 2012 par le Gouvernement des États-Unis d'Amérique[20]
- Décembre 2012 : Prix des Droits de l’Homme de la République française[21]